# 贺若突厥
贺若突厥（556年—618年10月12日），河南郡洛阳县（今河南省洛阳市东）人，北周、隋朝贵族女子。

## 生平
贺若突厥虚龄十二岁时嫁给越王宇文盛，拜越王妃。大象二年（580年）秋，宇文盛和五个儿子被杨坚诛杀，贺若突厥寡居。开皇九年（589年），贺若突厥改嫁独孤皇后的大哥独孤罗，封赵国夫人，隋炀帝时期改封为蜀国公太夫人。隋朝末年，贺若突厥的儿子独孤武都沦落于王世充一方，贺若突厥非常担心儿子，患上疾病。武德元年九月十八日（618年10月12日），贺若突厥历经艰险抵达河阳，见到了独孤武都后悲喜交加，在安抚儿子的时候突然去世，虚岁六十三，武德四年十一月甲申朔七日庚寅（621年12月25日）葬于雍州咸阳县鸿渎川奉贤乡静民里。

## 墓地
1988年9月，陕西省考古研究院在西安咸阳国际机场考古发掘了贺若突厥的墓地。贺若突厥墓出土了一枚东罗马金币，当时被认为是在中国境内发现的第36枚金币，与其它地区发现的金币相比，此枚金币没有剪边，图案与铭文都比较清晰，对进一步的研究有重大意义。金币正面为王者的半身像，头戴皇冠，右手持矛头王杖，斜插于背。上铸铭文，铭文由王像右手侧展开，文为:DNIVSTINVSPPAVG。金币背面为一头戴盔胄，身着长袍，肩附双翼之女神像，女神右手持杖，左手托一地球，地球上面有一十字架，周围有铭文一圈，分别为VICTORIAAVGGGB，CONOB。DN为dominusnoster的缩写，意为“我们的主上”，PP为perpetuus的缩写，意为“永恒的”。AVG为皇帝（augustus）的缩写，整段铭文的意义为“我们的主上，某某，虔诚的（永恒的）皇帝”。币面下方为CONOB，CON表示君士坦丁堡，OB为obryzum，意为“足金的”，DNIVSTINVSPPAVC表明这位皇帝叫做Justinus，也就是查士丁。河北大学历史学院郭云艳副教授根据该金币的形制指出，这枚金币铸造于查士丁一世时期，并可进一步限定在522-527年内。

## 家庭

### 祖父
- 贺若统，西魏右卫大将军、散骑常侍、兖谯恒三州刺史、司空、当亭公[1]

### 父亲
- 贺若谊，隋朝上柱国、海陵公、灵州总管[1]

### 兄弟姐妹
- 贺若协，骠骑将军
- 贺若举，隋朝隆州刺史、海陵郡公
- 贺若祥，奉车都尉
- 贺若与，车骑将军